# Palazzo Barbaro Wolkoff
Palazzo Barbaro Wolkoff è un edificio civile veneziano sito nel sestiere di Dorsoduro e affacciato sul Canal Grande tra Ca' Dario e Casa Salviati.

## Storia
L'edificio, realizzato inizialmente secondo i canoni dell'architettura veneto - bizantina, è stato poi ristrutturato mediante l'aggiunta di elementi gotici durante il XV secolo. Nel 1894 Eleonora Duse visse all'ultimo piano del palazzo, ospite di Alexander Wolkoff Mouromzov (ru), che aveva da poco acquistato l'interno stabile.

## Descrizione

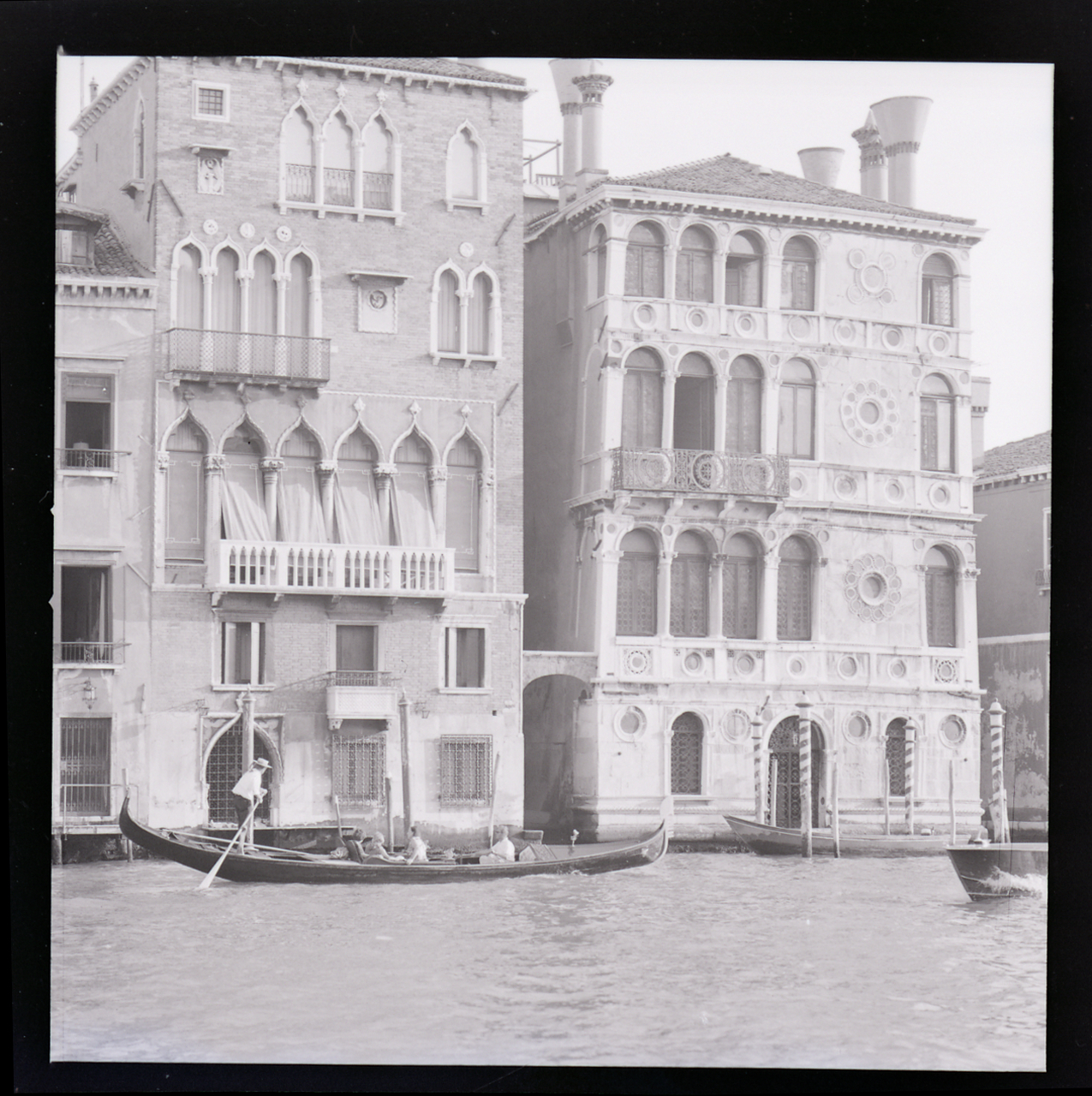
Palazzo Barbaro Wolkoff (a sinistra) affiancato da Ca' Dario in una foto di Paolo Monti del 1969

Realizzata quasi interamente in mattoni rossi, la disomogenea facciata si segnala per il suo straordinario sviluppo verticale: si divide infatti in piano terra, mezzanino, piano nobile e due piani superiori. La disposizione degli elementi decorativi, apparentemente priva di ordine, rende difficile l'analisi del fronte principale, dominato dalla leggiadria dell'esafora del piano nobile, riquadrata da una cornice dentellata. Elementi di contorno solo il portale ad acqua archiacuto, in stile gotico, le numerose monofore e le polifore dei piani superiori. Analizzando i piani superiori si nota come, al contrario della trifora e della monofora gotiche dell'ultimo piano, che riprendono lo stile generale dell'edificio, la quadrifora e la bifora del quarto siano caratterizzati da un deciso anacronismo, causa la loro forma inflessa. Patere e stemmi sono opere moderne.